# Radu VIII Ilias Haidăul
Radu VIII Ilias Haidăul (« le Haïdouk »)  (noyé à Constantinople le 28 juillet 1558) est prince de Valachie de 1552 à 1553.

## Origine
Le prince Ilie ou  Ilias est un fils de Radu V de la Afumați et de Ruxandra Basaraba, fille de Neagoe Basarab V.

## Règne
Il est porté au trône de Valachie par les Habsbourg sous le nom princier de Radu et il entre dans le pays à la tête d'une armée de mercenaires hongrois, polonais et de boyards réfugiés en Transylvanie et opposés à Mircea Ciobanul d'où son surnom de « Haïdouk ».
Après une victoire de cette troupe composite lors d'un combat à Mănesti le 15 novembre 1552, Mircea V Ciobanul s'enfuit de Valachie. Les Ottomans acceptent de reconnaître Radu VIII Ilias et donnent l'étendard à son envoyé. Radu VII Ilias établit sa capitale dans l'ancienne cité de Târgoviște plus éloignée du Danube.
L'année suivante Mircea V Ciobanul, qui bénéficie également de l'appui du prince de Moldavie Alexandru IV Lăpușneanu, envahit la Valachie à la tête d'une armée de Tatars et de Turcs. Radu VIII Ilias est vaincu le 11 mai 1553 et il s'enfuit en Transylvanie.
En août de la même année, il tente de reprendre le combat mais son entreprise échoue, mal soutenue par les impériaux et entravée par les princes de Transylvanie et les bourgeois de Sibiu qui veulent conserver de bonnes relations avec la Sublime Porte. De plus, Mircea V Ciobanul a fermé ses frontières entre les deux pays ce qui nuit aux intérêts des marchands de Brașov.
À la demande du Sultan Radu VIII Ilias et le vornic Socol sont livrés par la reine Isabelle Jagellon et transférés à Constantinople. Condamnés à l'exil ils sont embarqués sur un navire mais ils sont noyés par l'équipage dans la mer de Marmara le 28 juillet 1558.